# Batalla de Clarença
La batalla de Clarença fou una de les batalles de la conquesta del Principat d'Acaia, conflicte que va sorgir per l'enfrontament de dues cosines que reclamaven la titularitat d'aquest principat.

## Antecedents
El 1306, Felip I del Piemont i Isabel I d'Acaia foren requerits a presentar-se davant de Carles II d'Anjou. Felip fou acusat de deslleialtat i de negar l'obediència deguda en no haver donat suport al clam de Carles II d'Anjou sobre el Despotat de l'Epir, i Isabel fou acusada de no haver requerit el consentiment previ de Carles II d'Anjou per casar-se. De resultes d'aquestes acusacions, Carles privà el 5 de maig del 1306 a la parella del Principat d'Acaia i en traspassà la titularitat al seu fill, Felip I de Tàrent.
Felip I del Piemont renuncià als seus clams sobre el principat l'1 de maig del 1307, Isabel se separà i anà a viure al Comtat d'Hainaut on va morir el 23 de gener del 1312, de manera que Matilda d'Hainaut, la filla que havia tingut del seu primer matrimoni amb Florenci d'Hainaut heretà els drets sobre el Principat d'Acaia. El 1313 Felip I de Tàrent accedí finalment a reconèixer Matilda i li traspassà els drets sobre el principat.
Isabel I d'Acaia havia tingut una germana menor, Margarida d'Acaia. Quan Isabel fou desposseïda del principat, Margarida reclamà els drets que creia tenir, però de manera infructuosa i finalment traspassà la reclamació en favor de la seva filla, Isabel de Sabran. Per fer valdre els seus drets per sobre dels de la seva cosina, Isabel es casà amb l'infant Ferran de Mallorca el febrer del 1314, qui reclamà el Principat d'Acaia en nom de la seva dona i en preparà la conquesta.

## Batalla
Mentre Ramon Muntaner evacuava al fill de Ferran a Perpinyà, l'Infant Ferran de Mallorca arribà al Principat d'Acaia el 1315 des de Messina a finals de juny, desembarcant amb cinc-cents cavallers i molts més infants, proveïts per Frederic II de Sicília a prop de Clarença i van aconseguir derrotar amb facilitat en la batalla que van presentar les forces que intentaven impedir el desembarcament.

## Conseqüències
Matilda d'Hainaut i Lluís de Borgonya es traslladaren ràpidament a Grècia per prendre possessió del principat, que ja estava ocupat pel seu rival. Matilda va desembarcar a Navarino amb un miler de soldats borgonyons i va aconseguir el suport de Navarino, Cefalònia i Calandritsa. Aquestes desercions van provocar que l'infant prengués el castell de Calandritsa i assetgés infructuosament Patres.